# Maurice Smith (kickboxeur)
Pour les articles homonymes, voir Maurice Smith et Smith.
Maurice Smith, né le 13 décembre 1961, est un kickboxeur professionnel américain, devenu pratiquant d'arts martiaux mixtes (MMA). En détrônant Mark Coleman en juillet 1997, il devient le deuxième champion des poids lourds de l'Ultimate Fighting Championship (UFC).

## Titres
- Titres en Kickboxing professionnel
  - Champion WKC Light-Heavyweight World (1983)
  - Champion WKA World Kickboxing Heavyweight (1983)
  - Champion ISKA World [Muay Thai] Heavyweight (1996)
  - Champion WMAC World Heavyweight (1989)
  - Vainqueur du tournoi K-1 WORLD GP 2001 Primary USA

- Titre en Mixed Martial Arts professionnel
  - Vainqueur du Battlecades Extreme Fighting 3　
  - Vainqueur du Battlecades Extreme Fighting 4　
  - UFC Heavyweight Champion (1997)
  - UFC 15 Winner

## Palmarès en arts martiaux mixtes
| Résultat | Record | Adversaire         | Méthode                                     | Événement                                      | Date              | Round | Temps | Lieu | Notes                                        |
| -------- | ------ | ------------------ | ------------------------------------------- | ---------------------------------------------- | ----------------- | ----- | ----- | ---- | -------------------------------------------- |
| Victoire |        | Rick Roufus        | Soumission (kimura)                         | Strikeforce: At The Dome                       | 23 février 2008   | 1     | 1:53  |      |                                              |
| Victoire |        | Marco Ruas         | TKO (arrêt du coin)                         | IFL: Chicago                                   | 19 mai 2007       | 4     | 3:43  |      |                                              |
| Défaite  |        | Renato Sobral      | Décision unanime                            | UFC 28: High Stakes                            | 17 novembre 2000  | 3     | 5:00  |      |                                              |
| Victoire |        | Bobby Hoffman      | Décision majoritaire                        | UFC 27: Ultimate Bad Boyz                      | 22 septembre 2000 | 3     | 5:00  |      |                                              |
| Défaite  |        | Renzo Gracie       | Soumission (clé de bras)                    | Rings: King of Kings 1999 Block B              | 22 décembre 1999  | 1     | 0:50  |      |                                              |
| Victoire |        | Branden Lee Hinkle | Décision majoritaire                        | Rings: King of Kings 1999 Block B              | 22 décembre 1999  | 2     | 5:00  |      |                                              |
| Défaite  |        | Marcus Silveira    | Soumission (étranglement bras-tête)         | WEF 7: Stomp in the Swamp                      | 9 octobre 1999    | 2     | 2:48  |      |                                              |
| Victoire |        | Branko Cikatić     | Soumission (étranglement avec l'avant-bras) | Pride 7                                        | 12 septembre 1999 | 1     | 7:33  |      |                                              |
| Victoire |        | Marco Ruas         | TKO (arrêt du coin)                         | UFC 21: Return of the Champions                | 16 juillet 1999   | 1     | 5:00  |      |                                              |
| Défaite  |        | Kevin Randleman    | Décision unanime                            | UFC 19: Ultimate Young Guns                    | 5 mars 1999       | 1     | 15:00 |      |                                              |
| Défaite  |        | Randy Couture      | Décision majoritaire                        | UFC Japan: Ultimate Japan 1                    | 21 décembre 1997  | 1     | 21:00 |      | Perd le titre des poids lourds de l'UFC.     |
| Victoire |        | David L. Abbott    | Soumission (coups de poing)                 | UFC 15: Collision Course                       | 17 octobre 1997   | 1     | 8:08  |      | Défend le titre des poids lourds de l'UFC.   |
| Victoire |        | Mark Coleman       | Décision unanime                            | UFC 14: Showdown                               | 27 juillet 1997   | 1     | 21:00 |      | Remporte le titre des poids lourds de l'UFC. |
| Victoire |        | Kazunari Murakami  | KO (coup de poing)                          | Extreme Fighting 4                             | 28 mars 1997      | 1     | 4:23  |      |                                              |
| Victoire |        | Marcus Silveira    | TKO (coup de pied)                          | Extreme Fighting 3                             | 18 octobre 1996   | 3     | 1:36  |      |                                              |
| Défaite  |        | Bas Rutten         | Soumission (étranglement arrière)           | Pancrase: Eyes Of Beast 6                      | 4 novembre 1995   | 1     | 4:34  |      |                                              |
| Défaite  |        | Bas Rutten         | Soumission (clé de genou)                   | Pancrase: Eyes Of Beast 4                      | 13 mai 1995       | 1     | 2:10  |      |                                              |
| Défaite  |        | Ken Shamrock       | Soumission (étranglement bras-tête)         | Pancrase: King of Pancrase Tournament, Round 1 | 16 décembre 1994  | 1     | 4:23  |      |                                              |
| Victoire |        | Takaku Fuke        | KO (coup de genou)                          | Pancrase: King of Pancrase Tournament, Round 1 | 16 décembre 1994  | 1     | 2:48  |      |                                              |
| Défaite  |        | Minoru Suzuki      | Soumission (clé de bras)                    | Pancrase: Road To The Championship 1           | 31 mai 1994       | 3     | 0:36  |      |                                              |
| Victoire |        | Minoru Suzuki      | KO (coups de poing)                         | Pancrase: Yes, We are Hybrid Wrestlers 3       | 8 novembre 1993   | 1     | 6:52  |      |                                              |